# به من میگن ترینیتی
به من میگن ترینیتی (ایتالیایی: Lo chiamavano Trinità...) فیلمی در ژانر کمدی و وسترن اسپاگتی به کارگردانی انتسو باربونی است که در سال ۱۹۷۰ منتشر شد. از بازیگران آن می‌توان به ترنس هیل، باد اسپنسر، فارلی گرنجر و لوچانو روسی اشاره کرد.